# Norman Dello Joio (Komponist)
Norman Dello Joio (* 24. Januar 1913 in New York City; † 24. Juli 2008 in East Hampton, New York) war ein US-amerikanischer Komponist.

## Leben
Dello Joio entstammte einer italienischen Organistenfamilie. Er studierte an der Juilliard School of Music bei Bernard Wagenaar sowie an der Yale School of Music und war ab 1941 Kompositionsschüler von Paul Hindemith. Von 1934 bis 1940 war er Organist an der St. Ann’s Church in New York, danach Leiter einer Balletttruppe. Von 1945 bis 1950 unterrichtete er Komposition am Sarah Lawrence College, und 1956 wurde er Professor für Komposition am Mannes College of Music. An der Boston University lehrte er von 1972 bis 1978. Von 1959 bis 1973 leitete er das Projekt für Zeitgenössische Musik der Ford Foundation. 1957 gewann er den Pulitzerpreis für die Komposition Meditations on Ecclesiastes, 1965 den Emmy Award für die Filmmusik zu The Louvre. 1961 wurde er in die American Academy of Arts and Letters gewählt.

## Werke

### Werke für Orchester
- 1944 Magnificat
- 1945 To a Lone Sentry
- 1946 Concerto for harp and orchestra
- 1949 Concert Music for orchestra
- 1950 Variations, Chaconne, and Finale for orchestra
- 1952 New York Profiles
- 1952 The Triumph of Saint Joan Symphony
- 1953 Epigraph for orchestra
- 1955 Concertante for clarinet and orchestra
- 1956 Meditations on Ecclesiastes for string orchestra
- 1963 Fantasy and Variations for piano and orchestra
- 1967 Five Images for orchestra
- 1970 Evocations for mixed chorus and orchestra or piano

### Werke für Blasorchester
- 1950 Variations, Chaconne, and Finale for band
- 1952 The Triumph of Saint Joan Symphony for band
- 1957 Air Power symphonic suite
- 1963 Variants on a Medieval Tune for band
- 1965 From Every Horizon for band
- 1966 Scenes from the Louvre
  1. The Portals
  2. Children’s Gallery
  3. The Kings of France
  4. The Nativity Paintings
  5. Finale
- 1968 Fantasies on a Theme by Haydn for band
- 1969 Songs of Abelard for baritone solo and band
- 1973 Concertante for Wind Instruments
- 1975 Satiric Dances for a Comedy by Aristophanes
- 1976 Colonial Ballads for band
- 1978 Caccia for band
- 1979 The Dancing Sergeant for Band
- 1988 Aria and Roulade
- Promises of Spring

### Messen und geistliche Musik
- 1951 A Psalm of David for mixed chorus, strings, brass, and percussion
- 1958 To Saint Cecilia for mixed chorus and brass
- 1962 Prayers of Cardinal Newman for mixed chorus and organ
- 1966 Antiphonal Fantasy for organ, brass, and strings
- 1967 Proud Music of the Storm for mixed chorus, brass, and organ
- 1969 Mass for mixed chorus, brass, and organ
- 1970 The Lamentation of Saul for baritone, flute, oboe, clarinet, viola, and piano
- 1972 Psalms of Peace for mixed chorus, trumpet, French horn, and organ
- 1975 Mass in Honor of the Blessed Virgin Mary for cantor, congregation, mixed choir, and organ (or brass)
- 1975 Mass in Honor of the Eucharist for cantor, congregation, mixed choir, and organ

### Musik zu einem Fernsehfilm
- 1964 The Louvre television score

### Bühnenwerke
- 1945 On Stage Ballett
- 1949 Diversion of Angels Ballett
- 1955 The Ruby opera in one act
- 1955 The Trial at Rouen opera in two acts
- 1958 The Triumph of Saint Joan opera in two acts

### Klavierwerke
- 1940 Suite
- 1947 Sonata 1
- 1946 Prelude: To a Young Dancer
- 1948 Sonata 2
- 1948 Sonata 3
- 1950 Nocturne in E
- 1950 Nocturne in F-sharp